# Chamesson
Chamesson ist eine französische Gemeinde mit 241 Einwohnern (Stand 1. Januar 2022) im Département Côte-d’Or in der Region Bourgogne-Franche-Comté. Sie gehört zum Arrondissement Montbard und zum Kanton Châtillon-sur-Seine.
Nachbargemeinden sind Ampilly-le-Sec im Nordwesten, Buncey im Norden, Nod-sur-Seine im Osten, Aisey-sur-Seine im Süden und Coulmier-le-Sec im Westen.

## Bevölkerungsentwicklung
| Jahr                       | 1962 | 1968 | 1975 | 1982 | 1990 | 1999 | 2008 | 2015 | 2016 |
| -------------------------- | ---- | ---- | ---- | ---- | ---- | ---- | ---- | ---- | ---- |
| Einwohner                  | 467  | 446  | 341  | 305  | 331  | 325  | 288  | 205  | 287  |
| Quellen: Cassini und INSEE |      |      |      |      |      |      |      |      |      |